# George Vlad
George Vlad (n. 1891, Făgăraș – d. 1978, Brașov) a fost un deputat în Marea Adunare Națională de la Alba Iulia, organismul legislativ reprezentativ al „tuturor românilor din Transilvania, Banat și Țara Ungurească”, cel care a adoptat hotărârea privind Unirea Transilvaniei cu România, la 1 decembrie 1918.:p. 145

## Biografie
S-a născut în Făgăraș, în 1891. A fost membru al Secției române a P.S.D. Ungaria înainte de 1918. În 1920 a fost principalul organizator al grevei generale de la Uzina Electrică din Făgăraș. În mai 1921 a fost delegat la Congresul de constituire a P.C.R., votând afilierea la Internaționala Comunistă. A decedat în 1978.:p. 145

## Activitatea politică

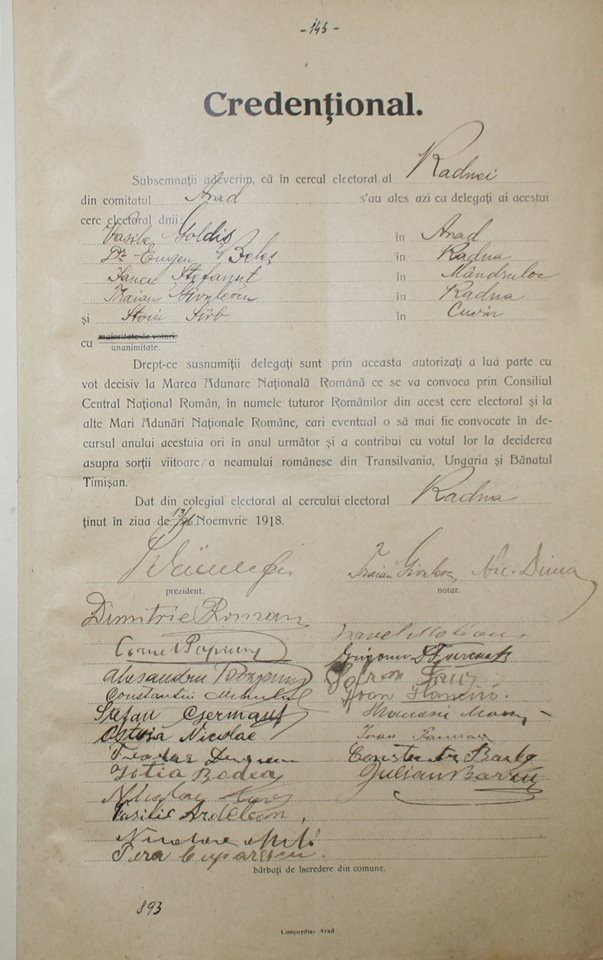
Credențional

A participat la Marea Adunare Națională de la Alba Iulia din 1 decembrie 1918 ca delegat al cercului electoral Făgăraș din partea organizației socialiste locale.:p. 145